# Села при Зајчјем Врху
Села при Зајчјем Врху (словен. Sela pri Zajčjem Vrhu) је насељено место у општини Ново Место, регија Југоисточна Словенија, Словенија.

## Историја
До територијалне реорганизације у Словенији била су у саставу старе општине Ново Место.

## Становништво
У попису становништва из 2011. године Села при Зајчјем Врху имала су 62 становника.
| Број становника према пописима | Број становника према пописима | Број становника према пописима |
| ------------------------------ | ------------------------------ | ------------------------------ |
| 1991                           | 2002                           | 2011                           |
| 51                             | 53                             | 62                             |

Напомена: Године 1953. повећано за насеље Пушче, које је укинуто. Године 1992. умањено за део насеља који је припојен насељу Долж.